# Signe Hasso
Signe Hasso (15. srpna 1915 – 7. června 2002), přechýleně Hassová, byla švédská herečka, spisovatelka a skladatelka působící ve Spojených státech.

## Život

### Mládí
Signe Eleonora Cecilia Larssonová se narodila v Kungsholmenské farnosti ve Stockholmu 15. srpna 1915. Ve čtyřech letech jí však zemřel otec i dědeček a jelikož byla její rodina poměrně chudá, musela spolu s matkou, babičkou i dvěma sourozenci sdílet jediný pokoj.
K filmu se dostala úplnou náhodou, když se její matky zeptali pracovníci z Královského dramatického divadla, jestli by jedna z jejích dcer nechtěla zastupovat jinou nemocnou herečku. Přestože se jí ani její sestře do divadla příliš nechtělo, roku 1927 se ve věku 12 let nakonec rozhodla místo přijmout a o čtyři roky později se v 16 letech dokonce stala i tehdy nejmladší studentkou herectví v historii.

### Kariéra
V roce 1933 také debutovala ve filmu Tystnadens hus a téhož roku se provdala za německého režiséra a kameramana Harryho Hassa, po kterém poté přijala jeho umělecké jméno. V jejích 19 letech se jí narodil jediný syn Henry Hasso, ale po 8 letech manželství se se svým manželem rozvedla.
O rok dříve ji však oslovil proslulý hollywoodský producent Howard Hughes a nabídl ji smlouvu s jeho společností RKO Pictures, která ji poté začala propagovat jako novou Gretu Garbo. Tu však svými úspěchy napodobit nedokázala, jelikož jí RKO nakonec neobsadilo do jediného filmu. Další tři roky po příjezdu do Spojených státu si proto musela vydělávat jako divadelní herečka na Broadwayi. Od RKO však brzy přešla ke studiu Metro-Goldwyn-Mayer, které ji hned obsadilo do několika filmů.
Po zbytek 40. let se tak objevila v celkem dvanácti filmech, mezi které patří např. The Story of Dr. Wassell (1944), Johnny Angel (1945) či Skandál v Paříži (1946). V roce 1954 se však její kariéra po smrtelné nehodě jejího syna zhroutila a Signe se zcela stáhla z veškerého amerického filmového byznysu. Ve své filmové kariéře nadále pokračovala už jen ve Švédsku a Americe se věnovala pouze divadlu a sem tam se ukázala v nějakém televizním seriálu.
V roce 1966 se však znovu vrátila i k filmu a objevila se v hororu Picture Mommy Dead (1966). Žádný velký comeback se však nekonal a po zbytek své kariéry už postupně natočila jen další 4 filmy. V 70. letech se také přestěhovala do Los Angeles a začala se věnovat skládání hudby, spisovatelství i překládání švédských lidových písní do angličtiny. Její debutový román Momo (1977) například líčí její dětství v meziválečném Stockholmu a její hudební album Where the Sun Meets the Moon (1979), sestává z jejích vlastních textů k švédským lidovým melodiím.
Zemřela v Los Angeles v roce 2002 ve věku 86 let na zápal plic, v nějž vyústila její rakovina plic.

## Ocenění
- Roku 1935 obdržela stipendium Theatre League's De Wahl-stipendium a roku 1939 první severskou cenu nordiska Gösta Ekmanpriset.
- V roce 1972 ji švédský král jmenoval členkou 1. třídy Královského řádu Vasovců.
- Signe Hassová má také hvězdu na Hollywoodském chodníku slávy za svůj přínos pohyblivým obrázkům, na bulváru 7080 Hollywood Boulevard.

## Vybraná díla
- Momo (1977)
- Kom slott (1978)
- Inte än (1988)
- Om igen (1989)
- Tidens vän (1990)

## Filmografie (výběr)

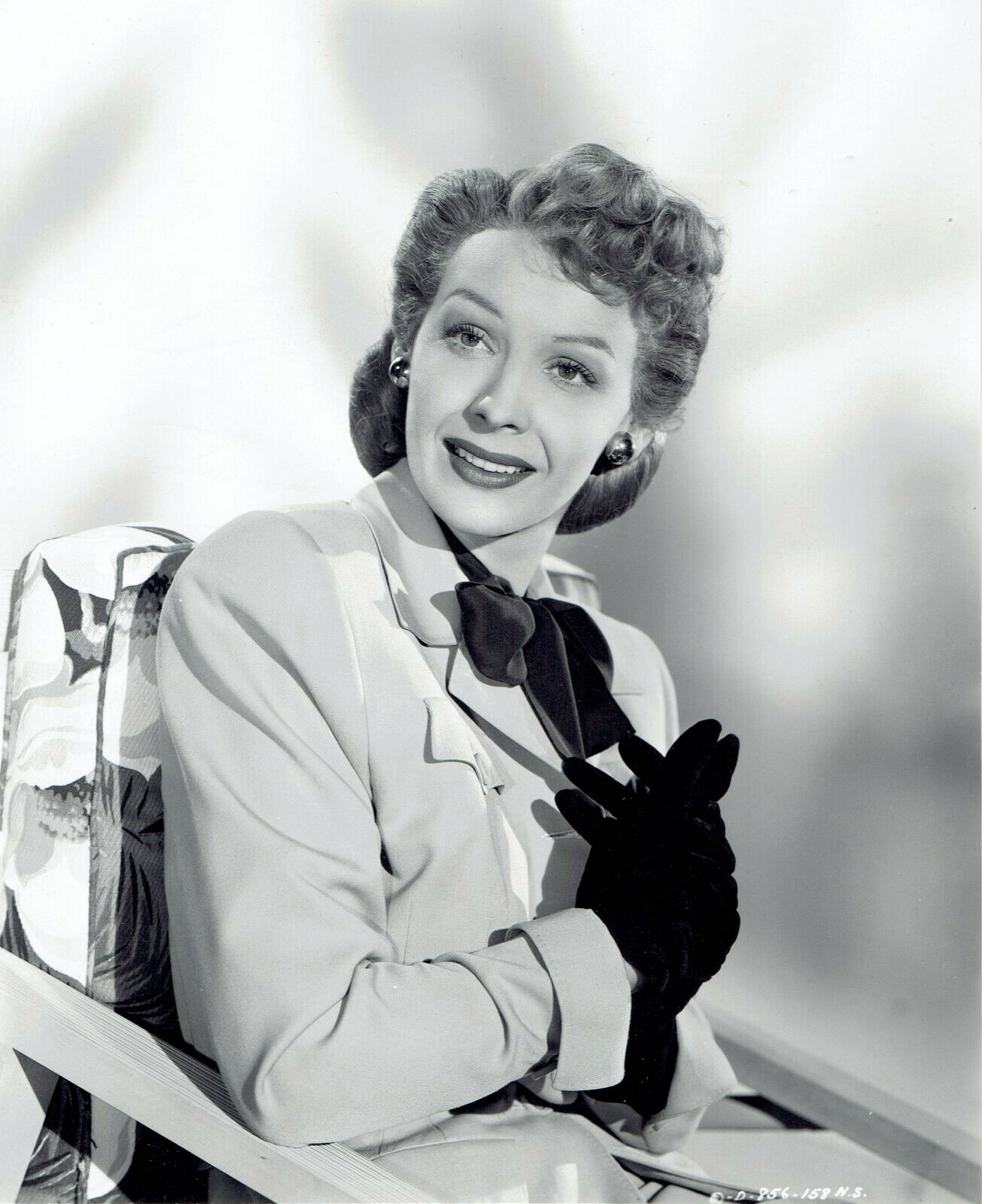
Signe Hasso ve filmu To the Ends of the Earth (1948).

- 1939 My dva (v originále Vi två), (režie Schamyl Bauman)[3]
- 1943 Assignment in Brittany (režie Jack Conway)
- 1943 Láska není hřích (v originále Heaven Can Wait), (režie Ernst Lubitsch)
- 1944 The Story of Dr. Wassell (režie Cecil B. DeMille)
- 1944 Sedmý kříž (v originále The Seventh Cross), (režie Fred Zinnemann)
- 1945 Dům na 92. ulici (v originále The House on 92nd Street), (režie Fred Zinnemann)
- 1945 Johnny Angel (režie Edwin L. Marin)
- 1946 Skandál v Paříži (v originále A Scandal in Paris), (režie Douglas Sirk)
- 1947 Where There's Life (režie Sidney Lanfield)
- 1947 Dvojí život (v originále A Double Life), (režie George Cukor)
- 1948 To the Ends of the Earth (režie Robert Stevenson)
- 1950 Crisis (režie Richard Brooks)
- 1950 U nás se to stát nemůže (v originále Sant händer inte här), (režie Ingmar Bergman)
- 1975 The Black Bird (režie David Giler)
- 1977 Nikdy jsem ti neslibovala růžovou zahradu (v originále I Never Promised You a Rose Garden), (režie Anthony Page)